# Nemacheilus olivaceus
Nemacheilus olivaceus är en fiskart som beskrevs av Boulenger, 1894. Nemacheilus olivaceus ingår i släktet Nemacheilus och familjen grönlingsfiskar. Inga underarter finns listade i Catalogue of Life.